# Vágréti János
Vágréti János (Békéscsaba, 1925. január 11. – 2004. február 12.) magyar festőművész.

## Élete
Élete és munkássága is szülővárosához, Békéscsabához kapcsolódott, ahol 1952 óta folyamatosan fest és farag. Művészeti ismereteit képzőművészeti szabad iskolákban és Mokos József művésztelepén sajátította el.
1954-ben részt vett a tokaji művésztelep megalapításában. Később nyaranta meglátogatta a tokaji szabadiskolát, ahol új-és újabb barátokat szerzett.
1954-től már gyermekszakköröket is vezetett. Tanítványai a hazai- és nemzetközi kiállításokon egyaránt számtalan díjat kaptak.
1986-tól a nyári gyermek-képzőművészeti táborok vezetője volt Szanazugban. A Vágréti-féle gyermekműhelyekben a növendékek megtanulták a szabad alkotás örömét, a szakmai tanácsadás mellett a technikák, a rajzolás tudományának megismerésével együtt.
A szakkörökben és a táborokban készült munkákat rendszeresen be is mutatták helyi kiállításokon és más fórumokon.
A művész munkáját nagyszerű kezdeményezések, végtelen gyermekszeretet jellemezte. Tehetséges, lelkes és fáradhatatlan munkása volt a művészetnek. Békéscsabán sok-sok gyermeket indított el a művészeti alkotómunka felé, számos tehetséget fedezett fel, és segítette fejlődésüket, alkotói kibontakozásukat.
Tagja volt a Magyar Alkotóművészek Országos Egyesületének és a Körös-táj Művészeti Társaságnak is.
Műveivel rendszeres szereplője volt a hazai csoportos kiállításoknak, számos egyéni tárlaton mutatkozott be itthon és sikeresen
több külföldi országban; 1996-ban Németországban is, ahol nagy népszerűségnek örvendtek képei, majd két év múlva Mainburgban, de Európán kívül Japánban is volt kiállítása, felkérték a dánfoki művésztelep vezetésére is.
Példaképnek Paul Klee-t és Kandinszkijt tekintette.
2004-ben, 79 évesen érte a halál.